# バルサ百科事典
バルサ百科事典（Barsa）は南米で有名な百科事典。ポルトガル語版、スペイン語版、マルチメディア版がある。全9巻で各巻は約2800ページ。

## バルサ百科事典にまつわる事件
2001年、ブラジルで放送されたShow do Milhãoというクイズ番組において木星のリングの数を2とした問題で、リングの数を3と回答した出演者は後にクイズ番組の製作者を訪ね、問題作成にバルサ百科事典を用いている事が判明。バルサ・プラネッタの関係者から問題が不適切であると判断できる証言を得たが番組製作者との和解が計れず訴訟に発展した。